# Martin Verstappen

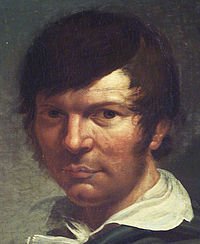
Martin Verstappen, Porträt von Ludovico Venuti, um 1800

Martin Verstappen (* 7. August 1773 in Antwerpen; † 17. Januar 1853 in Rom) war ein belgischer Landschaftsmaler und Lithograf.

## Leben und Werk

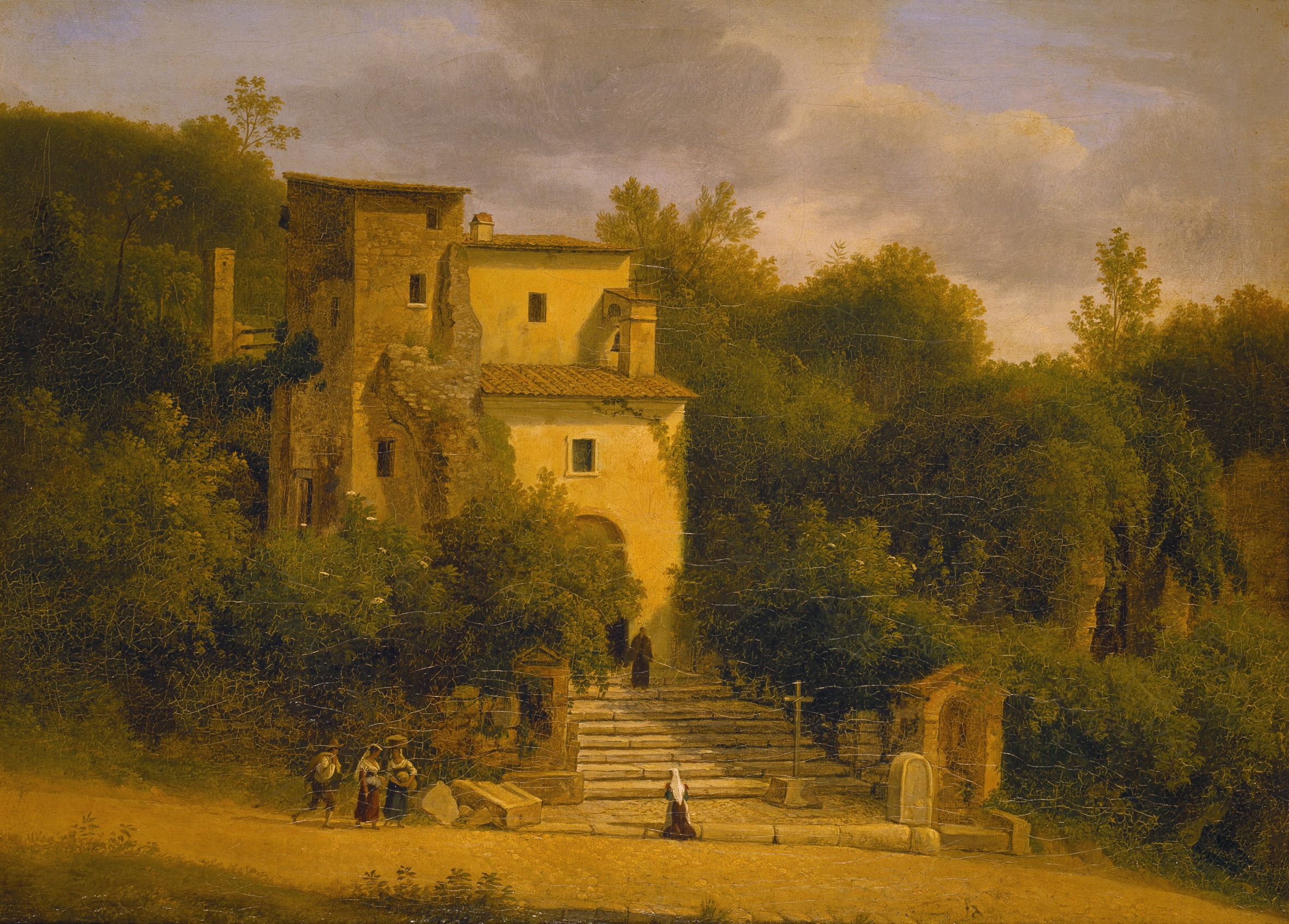
Eine Kapelle an der Straße von Albano nach Ariccia, nach 1814

Martin Verstappen erhielt seine Ausbildung bei Petrus van Regemorter und Hendrik Aarnout Myin an der Königlichen Akademie der schönen Künste Antwerpen. Er hielt sich zeitweilig in Dresden, Frankfurt am Main und Aschaffenburg auf und lebte seit 1804 in Rom. Er war Mitglied der Accademia di San Luca. 1810 erhielt er in Paris eine Goldmedaille. Er war Ritter des Leopoldsordens. Sein Grab befindet sich in der Kirche San Giuliano dei Fiamminghi in Rom.
Verstappen malte italienische Ideallandschaften, meist bei untergehender Sonne.
Zu seinen Schülern gehören Michelangelo Pacetti und Massimo d’Azeglio.